# Pico Teyotl
El pico Teyotl —del náhuatl: donde nacen las piedras— es un volcán situado en el Estado de Puebla, en México. Está próximo al volcán Iztaccíhuatl  dentro del parque nacional Iztaccíhuatl-Popocatépetl, en Sierra Nevada.
Su cumbre alcanza los 4600 m. lo que la sitúa en el quinto lugar entre las montañas más altas de México.  